# Kudžang
Okres Kudžang (korejsky 구장군 – Kudžang gun) je okres v provincii Severní Pchjongan v Severní Koreji. K roku 2008 v něm žilo přibližně 139 tisíc obyvatel.

## Poloha a doprava
Kudžang na severovýchodě hraničí s Hjangsanem, na severozápadě s Unsanem a na jihozápadě s Njŏngbjŏnem. Jižní a východní hranice je s provincií Jižní Pchjongan, přesněji (od jihu) s městy Kečchonem a Tokčchonem a okresem Njŏngwŏnem.
Přes okres prochází tři železniční tratě, Sunčchon – Manpcho, Pchjongjang – Kudžang a Kudžang – Kusong.